# Alhagi nepalensis
Alhagi nepalensis là một loài thực vật có hoa trong họ Đậu. Loài này được (D.Don) Shap. miêu tả khoa học đầu tiên.